# 1ES 1927+654
1ES 1927+654 é uma galáxia Seyfert tipo 2 localizada a 270 milhões de anos-luz de distância na constelação de Draco, contendo um núcleo galáctico ativo. 1ES 1927+654 está localizada em uma galáxia hospedeira que é relativamente normal na aparência. No entanto, seu núcleo, alimentado por um buraco negro supermassivo, exibiu comportamentos que desafiam as teorias convencionais sobre discos de acreção e ambientes de buracos negros, e é o assunto de artigos acadêmicos que analisam suas características incomuns. Seu buraco negro supermassivo é uma fonte de flashes de raios X.

## Linha do tempo das descobertas
1ES 1927+654 capturou a atenção dos astrônomos devido ao seu comportamento imprevisível. Suas mudanças repentinas o tornaram um alvo para campanhas de observação de múltiplos comprimentos de onda, extraindo dados de observatórios de raios X, ópticos e de rádio ao redor do mundo.
1ES 1927+654 foi catalogado pela primeira vez durante o Einstein Slew Survey, que visava identificar fontes de raios X no céu. Foi classificado como uma galáxia Seyfert devido às suas características de linha de emissão.
Um aumento dramático no brilho foi detectado em 2017, com a galáxia brilhando por um fator de cerca de 40 no espectro ultravioleta. Este evento desencadeou estudos de acompanhamento para investigar a causa. Em 2018, observações detalhadas por telescópios de raios X e ultravioleta revelaram que o disco de acreção do AGN havia sofrido uma interrupção parcial ou total. O período de oscilação quase periódica (QPO) encolheu de 18 para 7,1 minutos ao longo de dois anos, mostrando uma evolução única. Observações futuras de raios X e ondas gravitacionais são planejadas para testar possíveis explicações.
Em 2020, estudos sugeriram que a extrema variabilidade poderia estar ligada a instabilidades do campo magnético ao redor do buraco negro. O evento desafiou modelos de acreção de buracos negros e inspirou novas teorias sobre explosões de AGN.
Em 2023–24, a interferometria de longa linha de base observou jatos de plasma se formando perto do buraco negro.

## Galeria

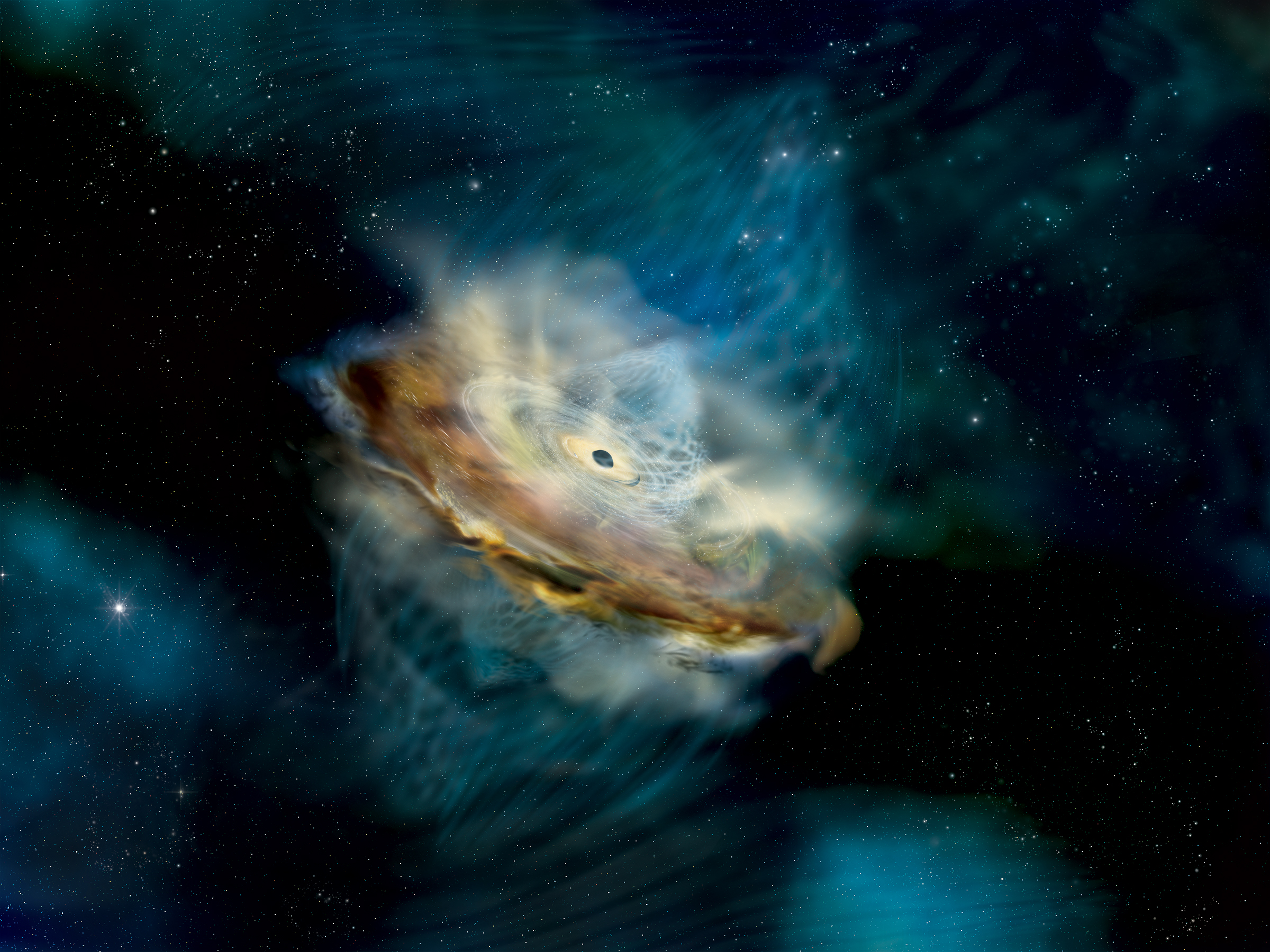
Esta ilustração mostra o disco de acreção, a corona (redemoinhos cônicos e pálidos acima do disco) e o buraco negro supermassivo de 1ES 1927+654 Crédito: NASA/Sonoma State University, Aurore Simonnet
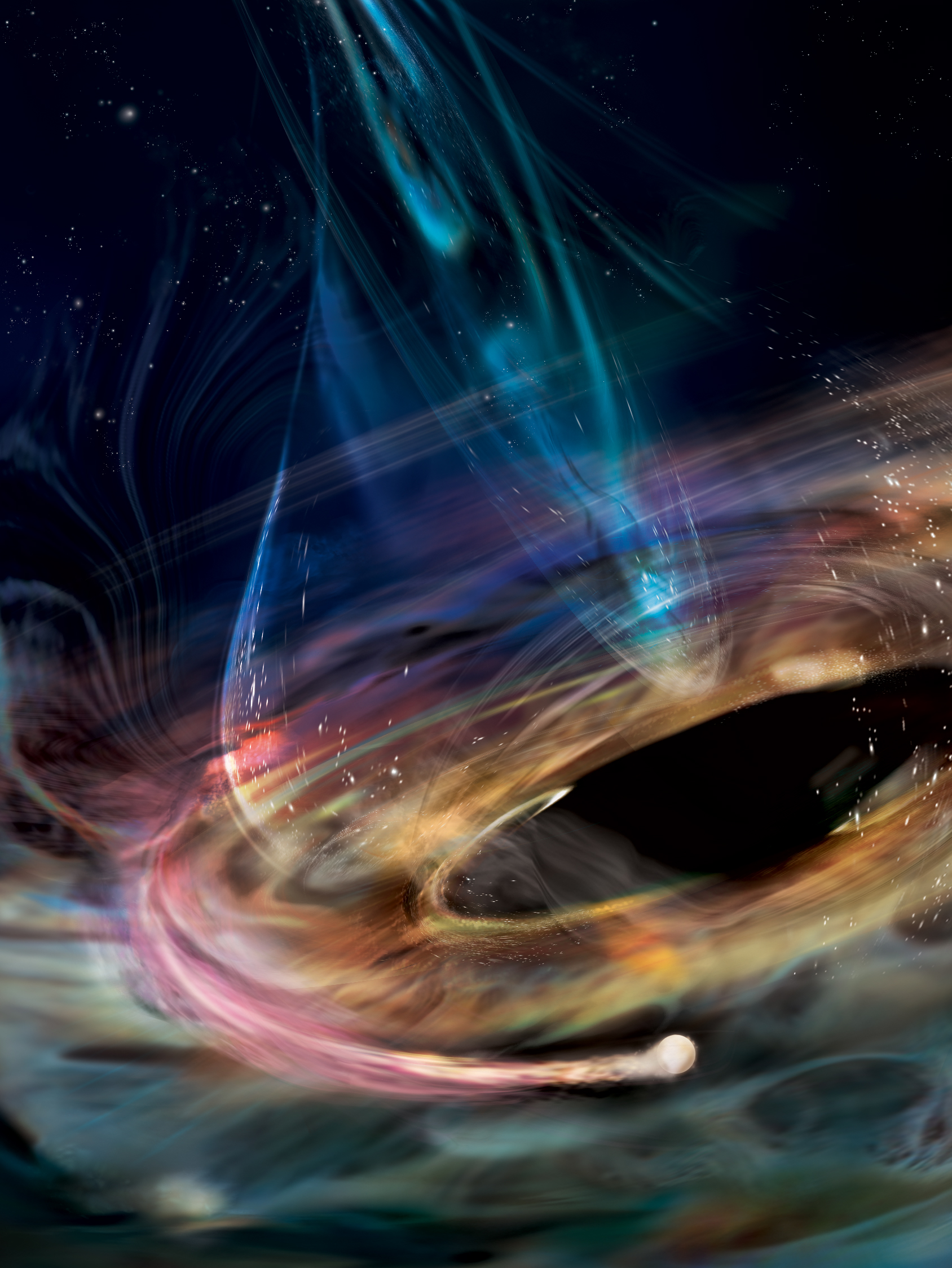
Conceito do artista A matéria é retirada de uma anã branca (esfera no canto inferior direito) orbitando dentro do disco de acreção mais interno que circunda o buraco negro supermassivo de 1ES 1927+654.